# Fernando de Barros
Fernando Policarpo de Barros e Silva (Lisboa, 6 de janeiro de 1915 — São Paulo, 11 de setembro de 2002) foi um jornalista, cineasta e editor de moda português naturalizado brasileiro.

## Biografia
Nasceu na freguesia lisboeta de São Sebastião da Pedreira. Chegou ao Brasil com pouco mais de vinte anos de idade para integrar uma equipe de cinema que rodava Pureza, baseado na obra homônima de José Lins do Rego, no Rio de Janeiro.
Estabeleceu-se em São Paulo em 1942, de onde não mais sairia. Em 1950 foi convidado a trabalhar na Companhia Vera Cruz, primeiramente como assistente de direção de fotografia, assistente de produção e de direção e, depois, como diretor. Participou de vinte filmes, e como diretor fez Apassionata, Quando a Noite Acaba, Uma Certa Lucrécia, Moral em Concordata, As Cariocas, Lua de Mel e Amendoim e A Arte de Amar bem.
Depois do cinema se tornou um dos jornalistas e críticos mais respeitados do mundo da moda. Considerado um gentleman e um homem de fino trato, ele foi casado ou manteve romances com belas mulheres, como Tônia Carrero, Maria Della Costa, Odete Lara e a modelo Giedre Valeika.
Escrevia sobre beleza para a revista O Cruzeiro, uma das revistas mais importantes da América Latina, nos anos 40 e 50. Passou depois pela revista Quatro Rodas e foi editor de moda da Playboy. Também lançou dois livros sobre o assunto: Elegância - Como o Homem Deve Se Vestir e O Homem Casual. Colaborou, ainda, nas revistas ilustradas de cinema Movimento  (1933-1934) e Cine   publicada em Maio de 1934.